# Zé Uilton
José Uilton Silva de Jesus, meglio noto come Zé Uilton (Itapitanga, 25 luglio 1992), è un calciatore brasiliano, attaccante dell'Al Arabi.

## Caratteristiche tecniche
È un'ala destra.

## Carriera
Dopo aver militato nei campionati statali brasiliani fra il 2013 ed il 2018, è stato acquistato dal Paços Ferreira, militante nella seconda divisione portoghese.
Ha esordito in LigaPro il 12 agosto 2018 in occasione dell'incontro vinto 2-0 contro il Braga B.

## Palmarès

### Club

#### Competizioni nazionali
- Campionato portoghese di seconda divisione: 1

Paços Ferreira: 2018-2019